# Lavričeva koča na Gradišču
Lavričeva koča je planinska koča, ki se nahaja le nekaj metrov pod vrhom Gradišča (519 m) na 510 m nadmorske višine. Na vrhu Gradišča stoji cerkev sv. Nikolaja. Cerkev se na tem kraju omenja že leta 1250, letna 1628 pa jo je stiški opat Jakob Reinprecht temeljito prezidal. Z vrha ali izpred koče se nam odpre lep pogled proti Ivančni Gorici ter delu Dolenjskega in Notranjskega hribovja. Ob koči, ki je odprta ob sobotah in nedeljah, se nahaja tudi vpisna skrinjica z žigom Lavričeve koče.